# しあわせな日々
『しあわせな日々』（Oh les beaux jours）は、劇作家サミュエル・ベケットによる戯曲。初演は1961年にニューヨークのチェリー・レイン劇場で。
タイトルは乾杯をする時の決まり文句に由来。フランス語の原題は、ヴェルレーヌの『感傷的な会話』から来ている。

## 登場人物
- ウィニー：主人公。なぜか焼け野原のど真ん中で、腰まですっぽりと地中に埋まった女性。第2幕ではとうとう喉元まで埋没する
- ウィリー：ウィニーの夫。

## あらすじ
第1幕
抜けるような青空の下、なぜか腰まで地中に埋まった女性が1人。
彼女…ウィニーは目覚ましの音で目を覚まし、歯を磨いてお祈りを唱えて…と、こんな状況下で「日常的な動作」を繰り広げていく。
丘の向こうには彼女の夫、ウィリー。禿げ上がった後頭部を見せるこの男はほとんど声を発せず、また振り返る事もなくただ淡々と新聞を読んだりする。
ウィニーはただひたすらしゃべりつづける。己の狂気から逃れるために…。
第2幕
ウィニーはとうとう喉元まで地中に埋まってしまった。第1幕で彼女の「生活」を支えていた日用品の数々も、手が出ない以上使うことが出来ず、ウィニーはひたすらしゃべりつづける。
やがて、丘の向こうから、こんな状況には不釣合いなほどきっちりと正装をしたウィリーが登場。彼に名前を呼んでもらい、ウィニーは呟く。
「しあわせな日々」

## 説明
『勝負の終わり』のハムや、『芝居』のとある夫婦と夫の浮気相手のトリオなど、ベケットの芝居には動く事の出来ないキャラクターが結構出てくるが、このように一つの芝居の中でだんだんと動けなくなってくるキャラクターが出てくるのは非常に珍しい。
また、『夫婦』が題材として扱われるのも珍しい特徴である。
主人公であるウィニーは､身動きする事のできない異常な状況の中､とにかくものすごい勢いでよくしゃべる。しゃべればしゃべるほど新たな不安が生まれ､それを紛らわすためにまたしゃべる。
作中に登場する歌はオペレッタ『メリー・ウィドウ』の一曲。
ウィニーのさしている日傘が､突然燃え出すなど妙なところで妙な仕掛けがあったりするのも特徴。

## 日本語版
- 幸せな日々・芝居（「ベスト・オブ・ベケット3」　白水社、1990年12月）　ISBN 9784560034989